# Законодательная палата Олий Мажлиса Республики Узбекистан

## История парламента[1]
Формирование правовой государственности - сложный и длительный процесс, сопряженный с преодолением многих трудностей. В ряду проблем становления правового государства в Узбекистане важное место занимают вопросы, связанные с государственными институтами, функционирующими на принципах парламентаризма, ибо к началу XXI века окончательно утвердилась непреложная истина - не может быть в стране полноценной демократии без полномочного парламента. Не случайно представления о демократии граждане связывают со своей реальной возможностью участвовать в управлении государством, а через парламент - влиять на законотворческий процесс. 
Таким образом, парламент как институт государства прошел длительную историю. Главная тенденция развития парламентаризма заключается в том, что парламенты находятся в фокусе общественной жизни. Разумеется, каждое государство по-своему решает вопросы устройства и функционирования парламента, но это не исключает наличия общих признаков, которые учитываются в парламентской практике. В этой связи чрезвычайно важно обеспечить изучение опыта становления и развития парламентских институтов, понимания их роли и места в прошлом, проследить эволюцию их природы и сущности в настоящем, наметить перспективы развития в будущем. 
Становление высшего законодательного органа Узбекистана имеет свои специфические особенности, обусловленные историческим прошлым. Национальная специфика предполагает различные формы и методы государственного строительства. Избранная конкретная форма такого строительства есть синтез всеобщего с национально-историческим, специфичным. Недаром познание любого социального явления предполагает, в первую очередь, определение того, как оно возникло в конкретных условиях определенной исторической эпохи, какие основные этапы прошло в своем развитии, как изменилось в процессе этого развития, какова тенденция его движения в перспективе. Эти положения имеют основополагающее значение для рассмотрения любых социальных явлений, в том числе такого важного института, как парламент. Тем более, как свидетельствует практика, становление парламентаризма - сложный, подчас мучительный процесс.
В нем проявляются особенности исторического момента, общественного и государственного бытия каждой конкретной страны, национальных традиций, правовой культуры и политической воли народа. И, естественно, развитие общественной практики, ход исторического развития не могут не приводить и к изменению теоретических представлений о законодательном органе страны.
Законодательная власть - важнейшая составная часть государственной власти. Ее совершенствование связано с исторической эволюцией всей системы государственной власти. Поэтому всесторонний анализ проблем становления и развития высших законодательных органов имеет фундаментальное значение для теории и практики государственного строительства, для будущего парламентаризма в Узбекистане. А между тем для определения будущего необходимо тщательно, объективно изучать прошлое. Президент Республики Узбекистан И.А. Каримов отмечал: "Нацию надо беречь, а для этого нужно изучать ее подлинную историю, хранить и оберегать ее". Следовательно, исторический подход является неотъемлемым элементом политико-правового анализа, без которого нельзя дать адекватную трактовку политической реальности.
Однопалатный парламент 1991-2004 гг. и переход к двухпалатной парламентской системе
С обретением Узбекистаном государственной независимости 1 сентября 1991 года начался качественно новый этап развития национального парламента как одного из важнейших институтов государственной власти. Новейшая история национального парламентаризма общепризнанно подразделяется на три основных периода.

Первый период: 1991-1994 годы

Второй период: 1995-2004 годы

Третий период: с 2005 года по настоящее время.
Первый период: 1991-1994 гг.

Верховный Совет последнего созыва, который можно назвать парламентом переходного периода, принял Конституцию Республики Узбекистан, ставшую правовой основой создания принципиально новых органов государственного управления, строительства справедливого демократического общества с социально ориентированной рыночной экономикой. Парламент принял ряд законов, направленных на укрепление суверенитета молодого государства: «Об основах государственной независимости Республики Узбекистан», «О выборах Президента Республики Узбекистан», «О государственном гербе Республики Узбекистан», «О государственном гимне Республики Узбекистан», «О государственном языке Республики Узбекистан», «О выборах в Олий Мажлис Республики Узбекистан», другие законодательные акты. 
Шестнадцатая сессия Верховного Совета 23 сентября 1994 года приняла постановление о проведении первых выборов в Олий Мажлис Республики Узбекистан 25 декабря 1994 года.
По итогам выборов, прошедших в три тура (25 декабря 1994 года, 8 и 22 января 1995 года), был сформирован парламент в составе избранных 245 депутатов. Выборы проходили под флагом многопартийности.
Второй период: 1995-2004 гг.
Второй период начался в 1995 году и продлился десять лет. На смену Верховному Совету был сформирован однопалатный парламент Республики Узбекистан - Олий Мажлис.
Состав Олий Мажлиса первого созыва (1995-1999 гг.) был представлен 69 депутатами от Народно демократической партии Узбекистана, 47 - Социал-демократической партии "Адолат", 14 - партии "Ватан тараккиёти" и 7 - партии "Миллий тикланиш", оставшаяся часть депутатов вы двигались от органов представительной власти.
Выборы в Олий Мажлис второго созыва (2000-2004 гг.) проходили с участием, наряду с представительными органами власти, пяти политических партий и инициативных групп избирателей. В Олий Мажлисе второго созыва были зарегистрированы фракция Социал-демократической партии "Адолат", объединяющая 11 депутатов, фракция Демократической партии "Миллий тикланиш" - 10 депутатов, фракция партии "Ватан тараккиёти" - 20 депутатов, фракция Национально-демократической партии "Фидокорлар" - 34 депутата, фракция Народно-демократической партии Узбекистана - 49 депутатов, блок депутатов от представительных органов власти - 107 депутатов и блок депутатов от инициативных групп избирателей - 16 депутатов. В дальнейшем в связи с объединением двух партий - "Ватан тараккиёти" и "Фидокорлар" - в одну партию "Фидокорлар" на второй сессии Олий Мажлиса второго созыва объединились и члены их фракций в парламенте, образовав одну фракцию, объединяющую 54 депутата.

В составе Олий Мажлиса второго созыва наряду с фракциями политических партий и депутатских групп функционировали 13 комитетов:
- Комитет по бюджету и экономическим реформам;
- Комитет по труду и социальным вопросам;

- Комитет по противодействию коррупции и судебно-правовым вопросам;

- Комитет по вопросам охраны здоровья граждан;

- Комитет по вопросам обороны и безопасности;

- Комитет по международным делам и межпарламентским связям;

- Комитет по вопросам промышленности, строительства и торговли;

- Комитет по аграрным и водохозяйственным вопросам;

- Комитет по вопросам науки, образования, культуры и спорта;

- Комитет по демократическим институтам, негосударственным организациям и органам самоуправления граждан;

- Комитет по вопросам инновационного развития, информационной политики и информационных технологий;

- Комитет по вопросам экологии и охраны окружающей среды.
Также в парламенте работали 3 постоянные комиссии:

- Комиссия по вопросам молодежи;

- Комиссия по этике;

- Координационный совет по организации взаимного сотрудничества палат Олий Мажлиса Республики Узбекистан.
Однопалатный парламент позволил в условиях отсутствия правовой базы в новом государстве быстро, без задержек принять необходимое законодательство, стимулирующее ускоренное развитие страны и показал в этом плане свою динамичность. Законотворчество стало главным направлением работы депутатов. С 1995 по 2004 годы Олий Мажлис принял 240 законов, 778 постановлений, внес 1573 изменения и дополнения в действующие законодательные акты, ратифицировал более 130 международных договоров и соглашений. Высший законодательный орган страны стремился на данном этапе разработать и принять законы, способствующие укреплению государственного суверенитета, гражданского мира и социальной стабильности, углублению демократических, социально-экономических реформ в обществе. В результате парламент значительно расширил и укрепил правовую базу самостоятельного развития страны по пути демократии и прогресса. К примеру, в законах «О политических партиях», «О негосударственных некоммерческих организациях», «Об Уполномоченном Олий Мажлиса по правам человека (Омбудсмане)», «Об органах самоуправления граждан», других законодательных актах, принятых Олий Мажлисом первого созыва, получили дальнейшее развитие нормы, заложенные в Конституции Республики Узбекистан. Немаловажным на правлением деятельности однопалатного Олий Мажлиса явился парламентский контроль, в рамках которого Комитеты и комиссии Олий Мажлиса рассматривали ежегодно около 60 вопросов в порядке контроля за исполнением законодательных актов, конвенций, национальных программ.
Выборы в Законодательную палату Олий Мажлиса и переход к двухпалатному парламенту (декабрь 2004 г.-январь 2005 г.).
В результате конституционной реформы в связи с переходом к двухпалатному парламенту, на основании внесенных изменений в Конституцию Узбекистана, а также принятия основополагающих конституционных законов были про ведены выборы в Законодательную палату, которые состоялись в два тура. Для проведения выборов Центральная избирательная комиссия Республики Узбекистан сформировала 120 избирательных округов, поделенных на избирательные участки в соответствии с Законом «О выборах в Олий Мажлис Республики Узбекистан». Первый тур прошел 26 декабря 2004 года, по результатам которого были избраны 62 народных избранника, в ходе второго тура выборов, состоявшегося 9 января 2005 года, были избраны оставшиеся 58 депутатов Законодательной палаты, сформировавшие, таким образом, весь депутатский состав палаты. Выборы проходили в условиях участия кандидатов в депутаты, как от политических партий, функционирующих в Узбекистане, так и инициативных групп избирателей. На выборах участвовали следующие политические партии: Либерально-демократическая партия Узбекистана, Народно-демократическая партия Узбекистана, Национально-демократическая партия «Фидокорлар» (в июне 2000 года партия «Фидокорлар» объединилась с «Ватан тараккиёти»), Социал-демократическая партия «Адолат», а также Демократическая партия Узбекистана «Миллий тикланиш». По результатам выборов распределение мест в парламенте депутатов от вышеперечисленных партий и инициативных групп избирателей представлено в диаграмме ниже.
Третий период
Третий период развития национального парламентаризма начался с совместного заседания Законодательной палаты и Сената Олий Мажлиса 28 января 2005 года, когда депутаты и сенаторы нового двухпалатного Олий Мажлиса фактически приступили к своей работе. На этом историческом форуме законодателей Президент Республики Узбекистан И.А.Каримов выступил с программным докладом, в котором выдвинул концепцию демократизации и обновления общества, а также основные задачи реформирования и модернизации страны в 2005 году и долгосрочной перспективе.
Законодательная палата Олий Мажлиса Республики Узбекистан приняла Программу законотворческих работ на 2005-2009 годы, разработанную на основе приоритетных направлений и целевых задач реформирования и модернизации страны, выдвинутых главой государства. 
С созданием двухпалатного парламента законодательная власть в Республике Узбекистан поднялась на новый уровень своего развития. А главное - значительно повысилось качество принятых законов, хотя законотворческий процесс существенно усложнился. Повысилась роль политических партий в принятии законодательных актов. Сложилась практика предварительного рассмотрения законопроектов партийными фракциями, обязательного заслушивания их мнений при обсуждении проектов правовых документов на пленарных заседаниях Законодательной палаты.
Законодательная палата Олий Мажлиса Республики Узбекистан (узб. Oʻzbekiston Respublikasi Oliy Majlisi Qonunchilik palatasi) — нижняя палата парламента Узбекистана, согласно итогам референдума 27 февраля 2002. Срок полномочий Законодательной палаты — пять лет. Законодательная палата (нижняя палата) состоит из ста пятидесяти депутатов. Сто тридцать пять депутатов Законодательной палаты избираются на основе всеобщего, равного и прямого избирательного права при тайном голосовании по территориальным одномандатным избирательным округам на многопартийной основе. До 2019 года 15 мест в Парламенте было зарезервировано для Экологического движения Узбекистана.
Законодательная палата Олий Мажлиса Республики Узбекистан находится по адресу: 100035, г. Ташкент, Чиланзарский район, проспект Бунёдкор, дом 1

## Порядок избрания
Порядок избрания депутатов в законодательную палату Олий Мажлиса Республики Узбекистан установлен в законе «О выборах в Законодательную палату Олий Мажлиса Республики Узбекистан».
Выборы депутатов в Законодательную палату являются всеобщими. Право избирать имеют граждане Республики Узбекистан, достигшие ко дню выборов восемнадцати лет. Правом быть избранным в Законодательную палату обладают граждане, достигшие ко дню выборов двадцати пяти лет и постоянно проживающие на территории Республики Узбекистан не менее пяти лет. Не могут быть избранными и не участвуют в выборах граждане, признанные судом недееспособными, а также лица, содержащиеся в местах лишения свободы по приговору суда.
Голосование на выборах депутатов Законодательной палаты является свободным и тайным. Контроль за волеизъявлением голосующих не допускается.
Для выборов в Законодательную палату образуется сто тридцать пять территориальных избирательных округов. От каждого избирательного округа избирается один депутат. Избирательные округа по выборам депутатов в Законодательную палату образуются Центральной избирательной комиссией по представлению Жокаргы Кенеса Республики Каракалпакстан, хокимиятов областей и города Ташкента. Списки избирательных округов с указанием их границ и численности избирателей публикуются Центральной избирательной комиссией не менее чем за семьдесят пять дней до выборов.
Начало избирательной кампании объявляется Центральной избирательной комиссией в средствах массовой информации не позднее чем за три месяца до истечения срока полномочий депутатов Законодательной палаты предыдущего созыва.
Не подлежат регистрации кандидатами в депутаты:
- граждане, имеющие непогашенную или неснятую судимость за совершенные тяжкие либо особо тяжкие преступления.
- граждане, которые последние пять лет до дня выборов постоянно не проживали на территории Республики Узбекистан;
- военнослужащие Вооруженных Сил, сотрудники Службы государственной безопасности Республики Узбекистан,Офицеры Службы безопасности Президента Республики Узбекистан и других военизированных подразделений;
- профессиональные служители религиозных организаций и объединений.

Предвыборная агитация начинается со дня регистрации кандидатов в депутаты Центральной избирательной комиссией. Предвыборная агитация в день выборов и за день до начала голосования не допускается. Запрещается проведение предвыборной агитации, сопровождаемой предоставлением избирателям бесплатно или на льготных условиях товаров, услуг (кроме информационных), а также выплатой денежных средств.
В день выборов помещение для голосования открывается при наличии не менее двух третей членов участковой избирательной комиссии. Председатель в присутствии членов избирательной комиссии опечатывает избирательный ящик, распределяет между членами избирательной комиссии избирательные бюллетени, списки избирателей и объявляет начало выборов. Общее количество бюллетеней оформляется отдельным документом. Избирательный бюллетень заполняется голосующим в кабине или комнате для тайного голосования. При заполнении бюллетеня запрещается присутствие других лиц, кроме голосующего. Избиратель, не имеющий возможности самостоятельно заполнить бюллетень, вправе пригласить в кабину или комнату другое лицо по своему усмотрению, кроме лиц, входящих в состав избирательной комиссии, наблюдателей и доверенных лиц. Подсчет голосов на избирательном участке производится участковой избирательной комиссией отдельно по каждому кандидату в депутаты.

## Нынешний созыв
Действующий, V созыв Законодательной палаты Олий Мажлиса Республики Узбекистан избран в ходе последних парламентских выборов 27 октября 2024 года. Действующий созыв состоит из пяти фракций пяти политических партий. Правящей является центристская Либерально-демократическая партия Узбекистана, в целом лояльной к правительству является вторая по числу депутатов правая Демократическая партия «Миллий тикланиш». Парламентской оппозицией себя считают следующие за ним левые Социал-демократическая партия «Адолат» и Народно-демократическая партия Узбекистана, а также Экологическая партия Узбекистана.
См. также статью: Список депутатов законодательной палаты Олий Мажлиса Узбекистана IV созыва (2020—2025)
| Партия                                        | Мест      |
| --------------------------------------------- | --------- |
| Либерально-демократическая партия Узбекистана | 53 из 150 |
| Демократическая партия «Миллий тикланиш»      | 36 из 150 |
| Социал-демократическая партия «Адолат»        | 24 из 150 |
| Народно-демократическая партия Узбекистана    | 22 из 150 |
| Экологическая партия Узбекистана              | 15 из 150 |

## История созывов

### I созыв (2005—2009)
Избран в ходе парламентских выборов 26 декабря 2004 и 9 января 2005 года.
См. также статью: Список депутатов законодательной палаты Олий Мажлиса Узбекистана I созыва (2005—2009)
| Партия                                             | Мест      |
| -------------------------------------------------- | --------- |
| Либерально-демократическая партия Узбекистана      | 41 из 150 |
| Народно-демократическая партия Узбекистана         | 28 из 150 |
| Национально-демократическая партия «Фидокорлар»    | 18 из 150 |
| Депутатский блок от инициативных групп избирателей | 14 из 150 |
| Демократическая партия «Миллий тикланиш»           | 11 из 150 |
| Социал-демократическая партия «Адолат»             | 10 из 150 |

### II созыв (2010—2014)
Избран в ходе парламентских выборов 27 декабря 2009 и 10 января 2010 года.
См. также статью: Список депутатов законодательной палаты Олий Мажлиса Узбекистана II созыва (2010—2014)
| Партия                                        | Мест      |
| --------------------------------------------- | --------- |
| Либерально-демократическая партия Узбекистана | 53 из 150 |
| Народно-демократическая партия Узбекистана    | 32 из 150 |
| Демократическая партия «Миллий тикланиш»      | 31 из 150 |
| Социал-демократическая партия «Адолат»        | 19 из 150 |
| Экологическое движение Узбекистана            | 15 из 150 |

### III созыв (2015—2019)
Избран в ходе парламентских выборов 21 декабря 2014 и 4 января 2015 года.
См. также статью: Список депутатов законодательной палаты Олий Мажлиса Узбекистана III созыва (2015—2019)
| Партия                                        | Мест      |
| --------------------------------------------- | --------- |
| Либерально-демократическая партия Узбекистана | 52 из 150 |
| Демократическая партия «Миллий тикланиш»      | 36 из 150 |
| Народно-демократическая партия Узбекистана    | 27 из 150 |
| Социал-демократическая партия «Адолат»        | 20 из 150 |
| Экологическое движение Узбекистана            | 15 из 150 |